# Michel Lopez
Pour les articles homonymes, voir López.
Pas d'image ? Cliquez ici

a Compétitions nationales et continentales officielles uniquement.

b Matchs officiels uniquement.
Michel Lopez, né le 3 décembre 1920 à Rieux-Minervois et mort le 4 juillet 2008 à Lézignan-Corbières, est un joueur français de rugby à XV et international français de rugby à XIII dans les années 1940 et 1950 aux postes de troisième ligne ou de pilier.
Il joue dans un premier temps pour Lézignan puis arrive au club de Cavaillon en 1947, il est rapidement le capitaine de cette équipe et aide grandement à la compétitivité de cette équipe au sein du Championnat de France. Ses performances en club l'amènent à côtoyer l'équipe de France et prend part avec celle-ci à deux évènements majeurs qui marquent l'histoire du rugby à XIII français : la victoire en Coupe d'Europe des nations 1951 et la tournée de l'équipe de France de rugby à XIII en 1951.

## Biographie
La fille de Michel Lopez  a épousé Michel Maïque, international et capitaine de l'équipe de France dans les années 1970.

## Palmarès

### Rugby à XV

#### Statistiques en club
| Saison    | Saison         | Championnat           | Championnat           | Coupe           | Coupe          |
| Saison    | Saison         | Comp.                 | Class.                | Comp.           | Class.         |
| --------- | -------------- | --------------------- | --------------------- | --------------- | -------------- |
| 1940-1941 | AS Carcassonne |                       |                       |                 |                |
| 1941-1942 | AS Carcassonne |                       |                       |                 |                |
| 1942-1943 | AS Carcassonne | Championnat de France | 1/8 finale (zone sud) | Coupe de France | 1/16 de finale |
| 1943-1944 | AS Carcassonne | Championnat de France | Poule de huit         |                 |                |

### Rugby à XIII
- Collectif :
  - Vainqueur de la Coupe d'Europe des nations : 1951 (France).

#### Détails en sélection en équipe de France
| 1. | 15 avril 1951 | Pays de Galles | 38-13 | Coupe d'Europe | Deuxième ligne | 2 | - | - | 1 |

#### Statistiques
| Saison    | Saison       | Championnat           | Championnat | Coupe           | Coupe      | Sélection | Sélection | Sélection | Sélection | Sélection | Sélection | Sélection |
| Saison    | Saison       | Comp.                 | Class.      | Comp.           | Class.     | Comp.     | M         | Pts       | Ess.      | Buts      | Dp.       |           |
| --------- | ------------ | --------------------- | ----------- | --------------- | ---------- | --------- | --------- | --------- | --------- | --------- | --------- | --------- |
| 1944-1945 | FC Lézignan  | Championnat de France | 1/4 finale  | Coupe de France | 1/4 finale |           |           |           |           |           |           |           |
| 1945-1946 | FC Lézignan  | Championnat de France | 5e          | Coupe de France | 1/4 finale |           |           |           |           |           |           |           |
| 1946-1947 | FC Lézignan  | Championnat de France | 5e          | Coupe de France | 1/8 finale |           |           |           |           |           |           |           |
| 1947-1948 | SU Cavaillon | Championnat de France | 6e          | Coupe de France | 1/8 finale |           |           |           |           |           |           |           |
| 1948-1949 | SU Cavaillon | Championnat de France | 8e          | Coupe de France | 1/8 finale |           |           |           |           |           |           |           |
| 1949-1950 | SU Cavaillon | Championnat de France | 11e         | Coupe de France | 1/2 finale |           |           |           |           |           |           |           |
| 1950-1951 | SU Cavaillon | Championnat de France | 8e          | Coupe de France | 1/8 finale | CE        | 1         | 2         | -         | -         | 1         |           |
| 1951-1952 | SU Cavaillon | Championnat de France | 9e          | Coupe de France | 1/8 finale |           |           |           |           |           |           |           |
| 1952-1953 | SU Cavaillon | Championnat de France | 11e         | Coupe de France | 1/8 finale |           |           |           |           |           |           |           |
| 1953-1954 | SU Cavaillon | Championnat de France | 11e         | Coupe de France | 1/8 finale |           |           |           |           |           |           |           |
| 1954-1955 | SU Cavaillon | Championnat de France | 9e          | Coupe de France | 1/4 finale |           |           |           |           |           |           |           |